# Théâtre Circus
Créé en 2006, le Théâtre Circus est une compagnie professionnelle de théâtre itinérant basée à Chambéry (Savoie). Elle présente ses spectacles sous son chapiteau.
Depuis ses débuts, elle s’attache à créer entièrement ses spectacles (textes, musiques, décors…) et souhaite toucher un large public.

## La compagnie
Troupe de théâtre professionnelle itinérante, comme un cirque elle voyage avec son chapiteau ses camions et ses caravanes. C'est un véritable lieu de spectacle qui est ainsi installé à l'intérieur du chapiteau. Ses spectacles présentés sont des créations complètes (textes, musiques, lumières, costumes, décors...). l'équipe est composée de permanents et d'intermittents du spectacle. l'équipe de base est de cinq personnes. Selon les moments et spécialement durant les créations une vingtaine de personnes travaillent dans l'équipe.

## L'historique
Créée en 2006, l'idée de base a vu le jour en 1997 avec le premier achat d'un chapiteau d'occasion. La compagnie s'appelait alors « le Théâtre du Grenier de Saint-Ombre ». Après quelques années de balbutiements, de séparations, une partie de l'équipe se regroupe autour d'Alain Vitipon. Puis, c'est l'acquisition d'un chapiteau neuf, et petit à petit de tout le matériel technique indispensable au spectacle. En 2006 elle prend son véritable essor de troupe itinérante et devient le Théâtre Circus. Elle s'attache alors à créer totalement ses spectacles (textes, musiques, lumières, costumes, décors...).

## L'itinérance
Contrairement aux familles du cirque, le Théâtre Circus n'est pas avec le "gène" de l'itinérance. C'est sa forme de travail et les relations qu'il veut avoir avec son public qui l'a amené à devenir itinérant. Désireux d'aller à la rencontre d'habitants de petites communes, il a d'abord joué en plein air sur des places de villages. Très vite la nécessité de ce mettre à l'abri est arrivé en même temps que la nécessité d'avoir un lieu scénique de travail adapté. Le chapiteau s'est donc imposé. Puis en toute logique il a fallu héberger les comédiens et les techniciens dans des caravanes. La troupe de théâtre itinérant est donc née d'une nécessité.
Le Théâtre Circus fait partie du réseau CITI (Centre international pour le théâtre itinérant) qui regroupe environ 150 compagnies itinérantes en France et dans les pays francophones.

## L'équipe
Elle regroupe des personnes d'expérience qui travaillent pour la plupart depuis de nombreuses années pour la compagnie : Alain Vitipon (directeur artistique), Aurélie Bavay (comédienne, metteur en scène et dramaturge), Michel Vitipon (compositeur, dramaturge et comédien), Raoul Tartaix (éclairagiste), Shaji Karyat (comédien, scénographe), Gérard Vanier (chorégraphe), Lisa Hernando (costumière), Julie Vitipon (visuel). Cette équipe est assistée d'Ange Martinet (régisseur général), Laetitia-Mauve Brocher (assistante décors et accessoires). 

### Comédiens et musiciens
Selon les spectacles, sept à huit comédiens et musiciens intermittents sont engagés sur les spectacles. Généralement ils participent à plusieurs spectacles de la compagnie.

## Les Créations
- Janvier 1998 : Six personnages en quête d'auteur de Luigi Pirandello
- Mai 1998 : Les Fourberies de Scapin de Molière
- Décembre 1998 : Transport de femmes de Steve Gooch
- Août 2000 : L'Habilleur de Ronald Harwood (en coproduction avec la compagnie de la Mandragore et Catherine Andrault)
- Mars 2004 : Le Cid de Pierre Corneille
- Septembre 2006 : Je viens de Mars écrit par Aurélie Bavay Laseur
- Avril 2008 : Juste rebelle en hommage à Jeanne Brousse, résistance et juste parmi les nations. Écrit par Aurélie Bavay Laseur et Michel Vitipon
- Avril 2009 : Le Songe d'Éléa écrit par Aurélie Bavay Laseur
- Janvier 2010 : L'Arbre Monde écrit par Aurélie Bavay Laseur
- Juillet 2010: Fin de Partie"  de Samuel Beckett